# 查尔斯·米勒
查尔斯·米勒（Charles Miller），世人公认的巴西足球之父。
查尔斯·米勒是一名苏格兰铁路工人的儿子，1894年，他带着两个足球和一本足球规则，从南安普顿返回巴西，自此揭开了一段足球传奇故事的序幕。米勒标志性的动作是脚后跟磕球，这个动作被称为茶壶。